# Oskar Schönbrunner
Oskar Schönbrunner (* 15. September 1908 in München; † 18. November 2004 in Bernau am Chiemsee) war Berufsoffizier in der deutschen Wehrmacht und wurde als Gerechter unter den Völkern geehrt, weil er Juden in Wilna rettete.

## Wirken
Schönbrunner war zwischen 1941 und 1943 als Zahlmeister der deutschen Militärverwaltung in Wilna stationiert. Er richtete Nähwerkstätten ein und beschäftigte Juden auch als Schuster und in Baumschulbetrieben. Diese Werkstätten wurden als „kriegswichtig“ eingestuft, gewährten den Beschäftigten jedoch nur bedingt Schutz vor der Vernichtung. Als ein Teil dieser Arbeiter ins Gefängnis verschleppt wurde, begab sich Schönbrunner in das Lukiszki-Gefängnis und behauptete wahrheitswidrig, er habe die Erlaubnis des örtlichen Chefs der Sicherheitspolizei zur Herausgabe seiner Arbeitskräfte.
Beim Verlesen der Namensliste bemerkte Schönbrunner, dass sein Vorarbeiter mehrere Personen hinzugefügt hatte, die nicht bei seinen Betrieben beschäftigt waren. Schönbrunner ließ sich nichts anmerken und führte schließlich 150 Juden zurück, denen er neue Arbeitsbescheinigungen ausfertigte. Schönbrunner sorgte auch für Heizmaterial und Sonderzuteilungen von Nahrungsmitteln und sicherte diesen Juden bis 1943 ein Überleben.
Schönbrunner trat 1950 in Würzburg als Zeuge in einem Kriegsverbrecherprozess auf. Am 20. April 1977 erkannte Yad Vashem Oskar Schönbrunner als „Gerechten unter den Völkern“ an.